# DaDa
DaDa är ett musikalbum med Alice Cooper från 1983. DaDa är en av Alice Coopers lite mer flummiga skivor, där mycket av materialet ägnats åt att experimentera med el-trummor och liknande.

## Låtlista
1. "DaDa" - 4:45
2. "Enough's Enough" - 4:19
3. "Former Lee Warmer" - 4:07
4. "No Man's Land" - 3:51
5. "Dyslexia" - 4:25
6. "Scarlet and Sheba" - 5:18
7. "I Love America" - 3:50
8. "Fresh Blood" - 5:54
9. "Pass the Gun Around" - 5:46